# Moto Légende
Moto légende est un magazine mensuel français traitant de divers sujets relatifs à la moto de collection.

## Contenu
Les différentes rubriques du magazine sont :
- des news ;
- un match entre deux machines ayant marqué leur époque ;
- des reportages, essais ;
- des portraits ;
- studio[pas clair] ;
- de l'histoire ;
- une restauration de moto.

Mais aussi des petites annonces, un agenda des manifestations à venir, et un courrier des lecteurs.